# Gh0st RAT
Gh0st RAT là một Trojan dành cho nền tảng Windows mà những kẻ điều hành GhostNet đã sử dụng để xâm nhập vào nhiều mạng máy tính nhạy cảm. Đây là một chương trình máy tính gián điệp trên mạng, trong đó phần "RAT" trong tên đề cập đến khả năng hoạt động của phần mềm như một "Công cụ quản trị từ xa".
Hệ thống GhostNet phát tán phần mềm độc hại đến những người nhận được chọn thông qua mã máy tính được đính kèm với các email và địa chỉ bị đánh cắp, từ đó mở rộng mạng lưới bằng cách cho phép nhiều máy tính bị lây nhiễm hơn. Theo Infowar Monitor (IWM), sự lây nhiễm "GhostNet" khiến máy tính tải xuống một Trojan có tên "Gh0st RAT" cho phép kẻ tấn công giành quyền kiểm soát hoàn toàn, theo thời gian thực. Một máy tính như vậy có thể bị tin tặc kiểm soát hoặc kiểm tra và phần mềm thậm chí còn có khả năng bật camera và chức năng ghi âm của một máy tính bị nhiễm có khả năng như vậy, cho phép màn hình nhìn và nghe thấy những gì diễn ra trong phòng. Một biến thể ít được biết đến của Gh0st RAT là Gh0stBins, sở hữu cùng một bộ công cụ độc hại, bao gồm cả keylogging và khả năng thực hiện khởi động lại hệ thống.